# Klarinet
En klarinet er et musikinstrument i træblæserfamilien. Ordet stammer fra italiensk, den sidste stavelse, -et, betyder lille, og clarino betyder trompet; de tidligste klarinetter havde en lyd, der mindede om lyden af en trompet. En person, der spiller klarinet, kaldes en klarinettist.

## Klarinettens udvikling
Klarinetten startede som et lille instrument, skalmejen. Man ved ikke meget om dette instrument, udover at det sandsynligvis er en udspringer af blokfløjten. Skalmejen havde et mundstykke, der tilsvarer klarinettens, men havde ingen registerklap, så skalmejen havde et toneregister på omkring halvanden oktav. Omkring 1700 tilføjede en tysk instrumentmager (Johann Christoph Denner) en registerklap til skalmejen og skabte derved den første klarinet. De første klarinetter spillede bedst i mellemlejet og var ikke velegnede til at spille i det dybe register. Man fortsatte derfor med at lave skalmejer til at spille de dybe toner, og det dybe register kaldes derfor stadig skalmej-registeret (fransk: chalumeau).
Den næste udvikling i klarinetten var udviklingen af de moderne registerklapper. Tidlige klarinetter dækkede klapperne med filt, og der slap derfor lidt luft ud hele tiden, og antallet af klapper skulle derfor holdes lavt for at holde tonerne rene. I 1812 udviklede en russisk klarinetspiller og opfinder, Ivan Müller, en ny type klap, der var dækket af læder. Læderklapperne var lufttætte, og man kunne derfor tilføre klarinetten langt flere klapper. Han designede en klarinet med syv fingerhuller og tretten klapper. Dette gjorde klarinetten i stand til at spille i langt flere tonelejer, med næsten samme lethed. 
Den sidste væsentlige udvikling blev kreeret af Hyacinthe Klosé i 1839. Han flyttede rundt på klarinettens klapper og kunne derfor lave et væsentlig mere simpelt fingersystem på sin klarinet, kaldet Boehm-systemet – systemet er opkaldt efter Theobald Böhm, en fløjtemager, der havde skabt det mere simple system til fløjter (systemet fungerer anderledes til fløjter, men Klosé var så inspireret af dette system i kreationen af sin klarinet, at han valgte at opkalde systemet efter Boehm). 

## Klarinettens materialer og opbygning
Klarinetter er lavet af specielt udvalgte træsorter, typisk grenadille og andre sorter af dalbergia-familien, dog er begynderinstrumenter af og til lavet af plast eller syntetisk harpiks. Derudover er der, navnlig under anden verdenskrig, produceret en del metalklarinetter, da de specielle træsorter var svære at få adgang til under krigen. Der ses også klarinetter for professionelle som er lavet af gummi (ebonit) samt trækomposit. Da disse materialer bedre er i stand til at tåle kulde og fugt, anvendes de ofte til udendørsbrug.
Klarinetten får den bedste lyd når den er varm. I særdeleshed skal birnen være varm (af tysk: Birne = pære, da den er en smule pæreformet) Birnen er det lille stykke som sidder efter mundstykket på klarinetten. Nogle klarinettister anvender derfor i dag en såkaldt birnevarmer (et stykke isolerende stof) som holder birnen varm i de kortere perioder hvor klarinetten ikke spilles på. Udover at holde birnen varm, bruges birnevarmeren ofte som den eneste udsmykning på klarinetten, og kan have motiver som afspejler det pågældende orkester, klarinettistens nationalitet, eller i særdeleshed nationaliteten af klarinettistens lærer.[kilde mangler]
Instrumentet har et enkelt rørblad, der sættes i vibrationer ved musikerens blæs. Dette blad er forholdsvis skrøbeligt og derfor også udskifteligt. Bladene er oftest lavet af bambus, men ses også i bl.a. plastik. Det er fastspændt til mundstykket med en metal- eller læderklemme. 
Forskellige klarinetter
Den mest almindelige klarinet er Bb klarinetten, men der findes et utal af forskellige klarinetter. Blandt de mest almindelige er, udover Bb klarinetten, A som er en smule større end Bb, Eb som er en af de mindste klarinetter, Basklarinetten som også er stemt i Bb. Derudover findes bl.a. bassethornet, kontrabasklarinetten og endda octokontrabasklarinetten. 

## Klarinettens toneregister
Klarinetten er det blæseinstrument, der har det største toneregister. Tonerne dannes i fire meget forskellige registre: 
- det dybe register (skalmej-registeret), der har en meget blød klang
- mellemlejet
- overblæsningsregisteret, der har en klar, lys klang.
- det høje register, der sjældent anvendes til andet end dramatiske effekter (og dixieland-musik).

Begynderklarinetter er ofte udboret som cylindriske rør, hvor dyrere klarinetter ofte har en udboring som er en anelse konisk (tragtformet). En konisk udboring ses blandt træblæseinstrumenter i højere grad i oboen, og ikke mindst i saxofonen, samt blokfløjten som har en omvendt konisk udboring.